# Brycinus minutus
Brycinus minutus é uma espécie de peixe da família Alestidae.
É endémica do Quénia.Os seus habitats naturais são: rios.